# 孟威 (足球运动员)
孟威（1989年2月22日—），是中国足球运动员，司职前锋。

## 俱乐部生涯
孟威出自于武汉光谷梯队，2008年进入一线队名单征战中超联赛。2009年武汉队退出中超以后，孟威后加盟新成立的湖北绿茵队，并在2009年中乙南区首场比赛中攻入该队建队后职业联赛中的第一球，帮助球队获胜。该赛季孟威随湖北绿茵获得中乙联赛亚军升甲成功。2011加盟中乙球队重庆FC并再次随队升甲成功。孟威随重庆队征战之后两年中甲联赛，直至2013年重庆队解散。2014赛季孟威转投中乙球队梅州客家。2015年赛季开始孟威离开职业联赛加盟业余联赛球队武汉宏兴。